# David Julian Kirchner

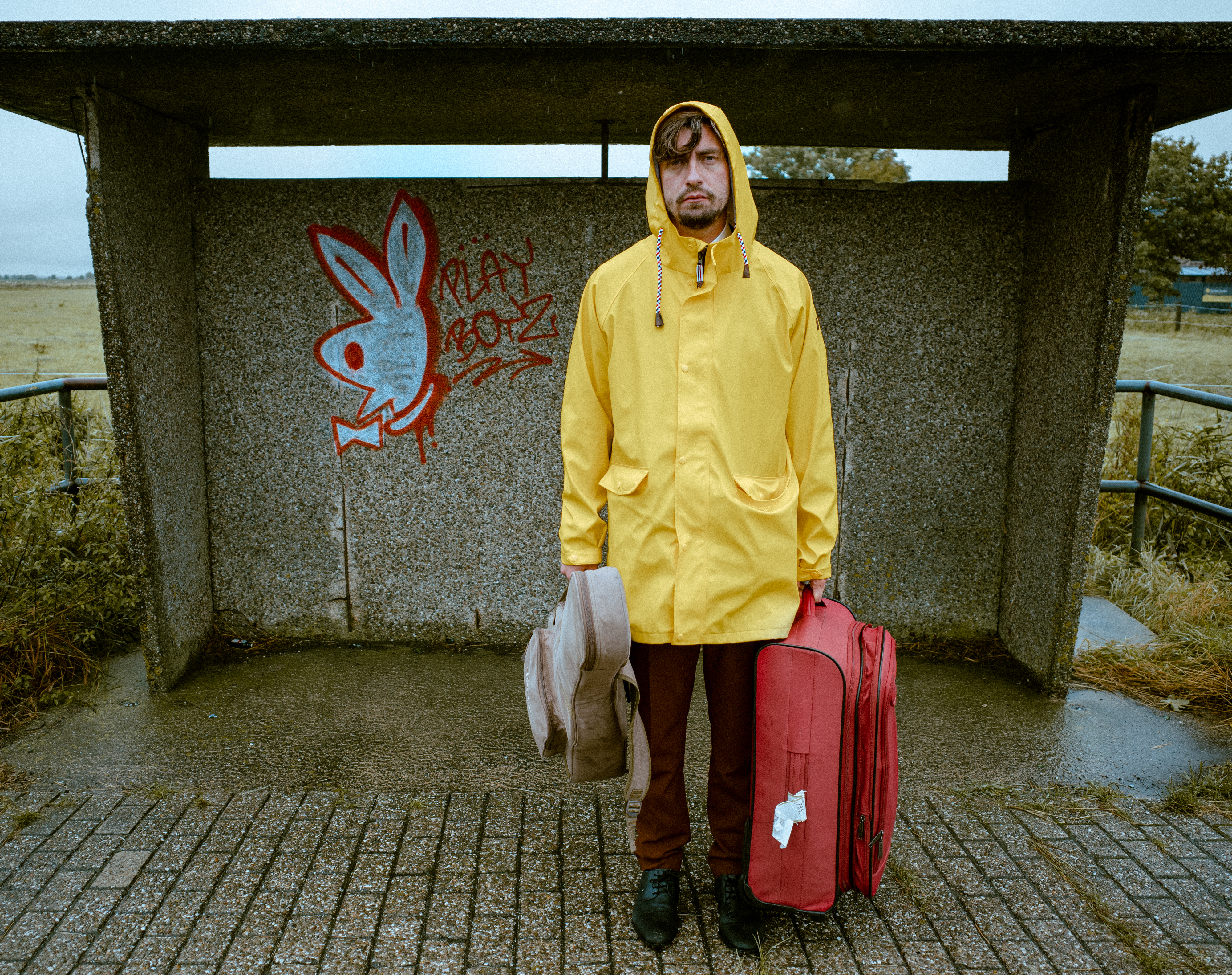
David Julian Kirchner, 2021

David Julian Kirchner (* 16. September 1982 in Mainz) ist ein in Mannheim lebender deutscher Künstler und Musiker.

## Leben
Kirchner wuchs in Mainz als Sohn des Komponisten Volker David Kirchner und der bildenden Künstlerin Monika Kirchner-Schilling auf. Er studierte Klassische Musik, Komposition und Popmusikdesign.
Zunächst produzierte er die EP „Kirchner Hochtief“. Sein Debütalbum „Evakuiert das Ich-Gebäude“ veröffentlichte er im Jahr 2018 auf dem Label Staatsakt. Das Album wurde umfänglich visualisiert. So bekam jeder Song ein Musikvideo, ein eigenes Plattencover, einen Siebdruck und einen Comic. Das zweite Album „IG POP“ erschien 2022 ebenfalls bei Staatsakt mit Neuinterpretationen altbekannter Arbeiterlieder und Songs aus Kirchners eigener Feder.
Die Konkret beschreibt die Musik des Debüts als „Frontalunfall zwischen den Goldenen Zitronen und der ersten Platte der Sterne“. „Plastisch, tief und widerborstig“ sagt der Deutschlandfunk[3].
Für seine verschiedenen Alben und Projekte schlüpft Kirchner immer wieder in verschiedene Rollen. So mimt er den CEO seines Popbandimperiums Kirchner Hochtief oder schlüpft als dessen Gegenentwurf für seine Popgewerkschaft IG POP in die Rolle des Gewerkschaftsführers Georg Renfranz.

## TV-Serie „Deutschrand“
2021 bereiste Kirchner im Auftrag der ARD die deutschen Provinzen und dreht die Dokumentar-Serie „DEUTSCHRAND“: Einen musikalischer Roadtrip durch die angeblich abgehängten Gegenden der Republik. Sechs Episoden wurden 2022 ausgestrahlt.

## Film
2020 wurde im Rahmen der Droste Tage auf der Burg Hülshoff - Centre for Literature der Film „Herr Trümmer - eine dokumentarische Ballade“ gezeigte. Der Film zum Kirchner Hochtief Imperium.

## Kirchner Hochtief
"Kirchner Hochtief" ist der Name eines fiktiven dysfunktionalen Konzerns, der von David Julian Kirchners Alter Ego als CEO geleitet wird. Hinter der komplexen Erzählung aus Filmen, Comics, Musik, Collagen und Aktionskunst steht ein interdisziplinär wirkendes Projekt, das sich mit dem Spannungsverhältnis von Kunst und Unternehmertum beschäftigt.

## Ausstellungen
In seiner performativen Ausstellung „Richtiges Ding, falscher Ort“ im Zeitraumexit Mannheim installierte Kirchner mit seinem Kollektiv einen zweitägigen Parcours zwischen Theater, Installation und Popsong. Die kontrovers diskutierte Ausstellungsaktion verhandelte die Themen Kreativwirtschaft und Popmusik.
Das erste begehbare Album seiner Art zeigte Kirchner 2019 im Port25 – Raum für Gegenwartskunst. Die Ausstellung war 5 Monate zu sehen und beschäftigte sich mit der Kluft zwischen Hoch- und Popkultur.

## Musik
- Kirchner Hochtief (EP): 2017
- Evakuiert Das Ich-Gebäude (LP): 2018 (Staatsakt)[3]
- IG POP (LP): 2022 (Staatsakt)

## Torso
Kirchner Hochtief CEO David Julian Kirchner ist auch als Produzent und Manager der Droom-Folk-Band Torso verantwortlich. Torso ist Teil der fiktiven Erzählung um den CEO Kirchner und sein Kirchner-Hochtief-Imperium.